# Elisheba
Elisheba, còn được viết là Elisheva (/əˈlɪʃɪbə/; tiếng Hebrew: אֱלִישֶׁבַע, đã Latinh hoá: 'Ělîšeḇa') được đề cập đến trong Tanakh, là vợ của Aaron - tổ tiên của các thượng tế Do Thái.. Cô là con gái của Amminadab và em gái của Nahshon, chi tộc Giuđa (Exodus 6:23). Trong tiếng Do Thái, Eli có nghĩa là "Chúa tôi," và Sheba có nghĩa là "lời thề", vì vậy Eli-sheba tạm dịch là "Lời thề của Thiên Chúa", hoặc "Chúa là lời thề của tôi".